# Kōgo Noda
Kōgo Noda (小津安二郎?, Noda Kōgo; Hakodate, 19 novembre 1893 – Chino (Nagano), 23 settembre 1968) è stato uno sceneggiatore giapponese, noto per la collaborazione con Yasujirō Ozu.

## Biografia
Figlio di un funzionario statale e fratello minore di un pittore, studiò all'Università di Waseda dove ottenne la laurea. Dopo aver curato, con lo pseudonimo di Harunosuke Midorikawa, alcuni articoli per la rivista di cinema Katsudō kurabu, fu assunto alla Shochiku nel 1923, subito dopo il grande terremoto del Kanto.
Tra il 1924 e il 1965 curò la sceneggiatura di 170 film, buona parte dei quali diretti da Yasujirō Ozu.